# Канавина (Козенца)
Канавина је насеље у Италији у округу Козенца, региону Калабрија.
Према процени из 2011. у насељу је живело 255 становника. Насеље се налази на надморској висини од 1026 м.